# Candide (Bernstein)
Candide è un'operetta comica in due atti di Leonard Bernstein basata sulla omonimo romanzo di Voltaire.

## Libretto e orchestrazione
Il libretto originale è di Lillian Hellman ma dal 1974 viene solitamente messa in scena con il libretto di Hugh Wheeler, più fedele al romanzo breve di Voltaire. I versi originali erano di Richard Wilbur, ma nel corso degli anni furono revisionati e, in parte sostituiti, dai parolieri John Latouche, Dorothy Parker, Lillian Hellman, Stephen Sondheim, John Mauceri, John Wells e dallo stesso Bernstein. 
La partitura di Bernstein fu orchestrata da Hershy Kay e Maurice Peress nella produzione originale del 1956, che ricevette prevalentemente critiche negative, ma da allora l'operetta è stata rivalutata da critico e pubblico fino a diventare una parte importante del repertorio di compagnie d'opera, d'operetta, di musical e scuole di musica.

## Trama

### Produzione originale, 1956

#### Primo Atto
In Vestfalia, Candide sta per sposare la bella Cunegonde. Il giovane è un discepolo del filosofo Dr Pangloss, che sostiene che in questo mondo tutto sia nel miglior modo possibile (The Best of All Possible Worlds). La giovane coppia canta il duetto nuziale (Oh Happy We) quando giunge la notizia che la Vestfalia è entrata in guerra con l'Assia e l'esercito nemico marcia sulla regione, distrugge il castello e uccide Cunegonda. Candide trova conforto nella dottrina del maestro (It Must Be So) e parte per un lungo viaggio.
Candide arriva a Lisbona (Lisbon Fair), dove una mistica, l'Infanta Casmira, predice imminenti disgrazie (Pray For Us). Il protagonista ritrova il maestro, che credeva morte durante le razzie della Vestfalia, e Pangloss, pur avendo contratto la sifilide, mantiene le sue posizioni ottimiste (Dear Boy). Sulla scena irrompe l'inquisizione, che condanna all'impiccagione molti dei presenti, tra cui Pangloss e Candide; ma, prima che l'esecuzioni abbiano luogo, un violento terremoto uccide molti dei presenti (tra cui il filosofo) e Candide riesce a scappare a malapena. Sconvolto dalla morte del maestro e della fidanzata, Candide parte per Parigi e si interroga sulla dottrina di Pangloss, così inconciliabile con gli orrori del mondo: tuttavia, stabilisce che l'errore deve essere suo e non dell'ottimismo (It Must Be Me).
A Parigi Candide ritrova Cunegonda, che non era morta davvero, che ora vive come cortigiana per un marchese e per un sultano (Paris Waltz). Candide la rincontra durante una festa, in cui la Vecchia Signora che le fa da chaperone ha spinto Cunegonde a sfoggiare tutti i suoi gioielli (Glitter and Be Gay): i due innamorati sono sorpresi ma felici che l'altro sia vivo (You Were Dead You Know). Candide uccide il marchese ed il sultano, per poi scappare con la fidanzata e la Vecchia Signora.
I tre si uniscono a un gruppo di pellegrini che salpano verso il Nuovo Mondo (Pilgrims' Procession/Alleluia) e, arrivati a Buenos Aires, scoprono che Maximilian, il fratello di Cunegonde, è vivo. Con l'eccezione della Vecchia Signora e della bella giovane, tutto il gruppo viene messo in schiavitù dal Governatore, che poi prova a sedurre Cunegonde (My Love). Intanto, mentre lavora per strada, Candide incontra il pessimista spazzino Martin, che predica una teoria opposta a quella di Pangloss. Intanto la Vecchia Signora convince Cunegonde a cedere alla lusinghe del Governatore (I Am Easily Assimilated). La donna poi consiglia a Candide di fuggire, ma il ragazzo va alla ricerca di El Dorado, con il sogno di tornare ricco e salvare Cunegonde (Quartet Finale).

#### Secondo Atto
Il Governatore si è ormai stancato del berciare di Cunegonde e della Vecchia Signora (Quiet) e decide di liberarsene. Candide ritorna da El Dorado (Eldorado) per riscattare Cunegonde, ma il Governatore lo informa di aver fatto salpare le due donne per l'Europa e gli vende una barca per raggiungerle. Martin e Candide salpano, ma la nave è una bagnarola e affonda quasi immediatamente sotto gli occhi del Governatore e della corte (Bon Voyage). Martin e Candide si salvano miracolosamente, il vecchio pessimista viene poi divorato da un squalo. Intanto Candide rincontra miracolosamente Pangloss, che gli spiega come in effetti le disgrazie che il giovane ha sperimentato siano perfettamente conciliabili con la sua filosofia ottimista.
Arrivati a Venezia, Candide e Pangloss vengono attirati nella casa del gioco d'azzardo di Ferone, in cui, a loro insaputa, lavorano Cunegonde e la Vecchia Signora (What's the Use?). Tutti i presenti sono mascherati e Cunegonde e la vecchia chaperone tentano di derubare Candide del poco oro che gli rimane (Venice Gavotte). Ma la maschera di Cunegonde cade, Candide la riconosce e realizza di aver amato per tutto il tempo una donna avida ed opportunista. Le lascia i suoi soldi e se ne va.
Deluso e sconfortato, Candide torna in Vestfalia con Pangloss, dove comincia a lavorare sulle rovine del palazzo distrutto in guerra. Maximilian, Cunegonde e la Vecchia Signora tornato da lui e provano a riproporre la dottrina ottimista di Pangloss, ma Candide rigetta queste sciocche teorie e afferma che l'unico modo di vivere la vita sia trovare un senso nelle cose (Make Our Garden Grow).

### Versione revisionata, 1989

#### Primo Atto
Dopo l'overture, la compagnia accoglie il pubblico in Vestfalia (Westphalia Chorale) e Voltaire comincia a narrare la sua storia. Candide, nipote illegittimo del Barone Thunder-ten-Tronck, vive nel castello dello zio, Schloss Thunder-ten-Tronck, e, anche se snobbato dalla Baronessa e dal cugino Maximilian, può seguire le lezioni del Dottor Pangloss con la bella cugina Cunegone, Maximilian e la disponibile serva Paquetta (Life is Happiness Indeed). Pangloss li istruisce su come loro vivano nel migliore dei castelli possibili e nel migliore dei mondi possibili, avendo dunque ben donde di essere felici (The Best of All Possible Worlds). Dopo aver fatto riassumere agli studenti la lezione (Universal Good), Pangloss si apparta con Paquette e, colto in flagrante da Cunegonde, spiega alla ragazza che stava facendo un esperimento fisico. Cunegonde allora ripropone a Cendide l'esperimento e i due si confessano il loro amore e fantasticano di una vita da sposati (Oh, Happy We). Quando scopre quanto successo tra Cunegone e Candide il Barone monta su tutte le furie ed esilia il nipote, che lascia il castello con solo la fiducia nell'ottimismo a sorreggerlo (It Must Be So). Candide viene convinto con l'inganno ad arruolarsi nell'esercito bulgaro, che marcia sulla Vestaflia e, nonostante le preghiere del barone (Wesphalia), tutti i Thunder-ten-Tronck e Pangloss vengono uccisi e il castello raso al suolo; Candide, che aveva cercato di fuggire, piange sulle rovine dello schloss (Candide's Lament).
Candide è ridotto a mendicare e dona la sua ultima moneta all'uomo che si scopre essere Pangloss, riportato in vita da un abile chirurgo: l'uomo però soffre di sifilide, passatagli da Paquette (Dear Boy). Un mercante offre loro un posto nella sua ciurma alla rotta di Lisbona, ma quando arrivano in Portogallo un vulcano erutta, provocando un vulcano che fa trentamila vittime. Candide e Pangloss vengono arrestati dall'Inquisizione, processati come eretici e torturati pubblicamente: Pangloss viene impiccato, Candide fustigato (Auto-da-Fé). Esule e solo, Candide arriva a Parigi, dove Cunegonde (sopravvissuta) divide i propri favori tra un ricco ebreo, Don Isaachar, e il cardinale (Paris Waltz). Dopo aver considerato la sua situazione (Glitter and Be Gay), Cunegone rincontra Candide (You Were Dead, You Know). La Vecchia Signora, la serva di Cunegone, avverte i giovani dell'arrivo degli amanti di Cunegonde e Candide inavvertitamente uccide Isaachar e il Cardinale.
Arrivati a Cadice, i tre vengono derubati dei gioielli di Cunegonde e la Vecchia Signora, dopo aver raccontato loro la sua triste storia, si offre di guadagnare i soldi per la cena cantando (I Am Easily Assimilated). La polizia francese intanto tenta di arrestare Candide per il duplice omicidio del cardinale e Don Isaachar, ma Candide evita l'arresto giurando di combattere per i Gesuiti in Sud America: così i due giovani e la Vecchia Signora salpano per il Nuovo Mondo (Quartet Finale).

#### Secondo Atto
A Montevideo Maximilian e Paquette, entrambi in vita, si rincontrano e si travestano da schiave per salvarsi la vita. Il Governatore della città, Don Fernando d'Ibaraa y Figueroa y Mascarenes y Lampourdos y Souza, si innamora di Maximilian, ma dopo aver scoperto che non è una ragazza lo vende a un prete. Candide, Cunegonde e la Vecchia Signora sbarcano nel porto e Don Fernardo si innamora della bella giovane (My Love) e la Vecchia Signora convince Cunegonde ad accettare la corte del Governatore, così da poter provvedere economicamente a loro (We Are Women). Dopo aver fatto amicizia con Cacambo, che diventa suo valletto, Candide fugge nella foresta con lui per evitare l'arresto da parte delle autorità francesi e qui finiscono in un campo gesuita, dove scopre che la Madre Superiora e l'Abate altri non sono che Paquette e Maximilian (The Pligrims' Procession - Alleluia). La gioia di rivedersi è subito guastata da Candide, la cui intenzione di sposare Cunegonde manda su tutte le furie Maximilian, che sfida il cugino a duello. Maximilian muore una seconda volta, pugnalato inavvertitamente da Candide. Così il giovane deve darsi alla fuga un'altra volta.
Sono passati tre anni e mentre Cunegonde e la Vecchia Signora si lamentano dei problemi dell'alta società, infastidendo il Governatore (Quiet), Candide e Cacambo sono ancora smarriti nella foresta. I due trovano una barca e, seguendo la corrente, i due si ritrovano nella mitica El Dorado (Introduction to Eldorado). I due scoprono tutte le meraviglie del posto, ma Candide è troppo innamorato di Cunegonde per restare lì senza di lei e decide di andarsene  (The Ballad of Eldorado). Così, dopo aver ricevuto in dono un gregge di pecore dal vello d'oro, Candide e Cacambo ripartono alla volta di Montevideo; durante il viaggio tutte le pecore muoiono, tranne due: Candide ne dà una a Cacambo per riscattare Cunegonde, mentre lui andrà ad aspettarli a Venezia.
Arrivato in Suriname, Candide incontra Martin, un pessimista locale che mostra tutti gli abusi commessi dagli europei nella regione (Words, Words, Words). Vanderdendur, un malvagio olandese, vende a Candide una nave, la Santa Rosalia, in viaggio verso Venezia e lo guarda partire sapendo bene che la bagnarola affonderà (Bon Voyage). La nave naufraga, Martin annega e Candide viene salvato da una galea, su cui viaggiano cinque sovrani deposti e gli schiavi ai remi: tra loro anche Pangloss, nuovamente resuscitato. I re annunciano la loro decisione di vivere umilmente (The Kings' Barcarolle).
La nave approda a Venezia, dove si celebra il Carnevale (Money, Money, Money). Mentre i Re giocano alla roulette, Candide va in cerca di Cunegonde. A Venezia si trova anche Maximilian (resuscitato per la seconda volta), ora il capo della polizia, e Paquette, la prostituta più richiesta e apprezzata (What's the Use?). Cunegonde e la Vecchia Signora lavorano nella casa del gioco d'azzardo, dove procurano clienti per le loro arti femminili. Mentre Pangloss vince al gioco e spende i soldi in donne, Cunegonde e la Vecchia Signora distraggono Candide per rubargli il portafoglio: dato che sono tutti mascherati per il carnevale, i personaggi non si riconoscono (The Venice Gavotte). Le maschere cadono e Candide è sconvolto nello scoprire a cosa si sia ridotta Cunegonde ma, soprattutto, che la donna non è mai stata ciò che lui credeva (Nothing More Than This). Rimasto muto per lo shock, Candide acquista con gli ultimi soldi un piccolo appezzamento di terra e alla fine si decide a sposare Cunegonde: ha ormai rigettato le teorie di Pangloss sull'ottimismo e a ricompense divine preferisce coltivare il suo giardino (Make Our Garden Grow).

## Brani musicali

### Partitura originale
Di seguito sono riportati i numeri musicali previsti dal libretto originale della Hellman, con musiche di Bernstein e versi di Wilbur.
Atto I
- Overture – Orchestra

Scena 1: Vestfalia 
- Opening: The Best of All Possible Worlds – Dr. Pangloss, Coro , Cunegonde, Candide
- Duet: Oh, Happy We – Candide e Cunegonde
- Chorus: Wedding Chorale – Coro

Scena 1A: Candide va a Lisbona
- Meditation: It Must Be So – Candide

Scena 2: Lisbona
- Ensemble: Lisbon Sequence: Lisbon Fair / The Prediction / Dear Boy / The Inquisition: Auto-da-Fé* – Infanta Casmira, Prestigiatore, Pangloss, Inquisitori, Coro (versi di Bernstein)
- Ensemble: Lisbon Sequence: Lisbon Fair / The Prediction / Pray For Us – Infanta Casmira, Prestigiatore, Coro (versi di Bernstein)

Scena 2A: Candide va a Parigi
- Meditation: It Must Be Me – Candide

Scena 3: Parigi
- Mazurka: The Paris Waltz – Orchestra
- Aria: Glitter and Be Gay – Cunegonde
- Duet: You Were Dead, You Know – Candide e Cunegonde (versi di John Latouche and Wilbur)

Scena 3A: Il viaggio a Buenos Aires
- Ensemble: Pilgrims' Procession – Pellegrini, Cunegonde, Vecchia Signora, Candide, Coro
- Chorus: Alleluia – Pellegrini

Scena 4: Buenos Aires
- Serenade: My Love – Governatore, Cunegonde, Vecchia Signora (versi di Latouche e Wilbur)
- Tango: I Am Easily Assimilated – Vecchia Signora, Coro, Cunegonde (versi di Bernstein)
- Quartet: Finale Act I – Candide, Cunegonde, Governatore e Vecchia Signora

Atto II
- Entr'acte – Orchestra

Scena 1: Buenos Aires
- Trio: Quiet – Vecchia Signora, Cunegonde, Governatore
- Ballad: Eldorado – Candide, Coro (versi di Lillian Hellman)
- Schottische: Bon Voyage – Coro, Governatore

Scena 2: Venezia
- Ensemble: Money, Money, Money (Venice Gambling Scene) – Croupier e giocatori
- Waltz: What's the Use? – Vecchia Signora, Ferone, Prefetto di Polizia, Principe Ivan, Coro
- Gavotte: The Venice Gavotte – Vecchia Signora, Candide, Dr. Pangloss, Cunegonde (versi di Dorothy Parker)

Scena 3: Vestfalia
- Finale: Make Our Garden Grow – Candide, Cunegonde, tutto il cast

### Versione revisionata, 1989
Di seguito sono riportati i numeri musicali come inseriti nel libretto a partire dal 1989, con le modifiche di Hugh Wheeler e Stephen Sondheim
Atto I
- Overture
- Westphalia Chorale
- Life Is Happiness Indeed,
- The Best of All Possible Worlds
- Universal Good
- Oh, Happy We
- It Must Be So (Candide's Meditation)
- Westphalia
- Battle Music (Mazurka)
- Candide's Lament
- Dear Boy
- Auto-da-Fé (What a day)
- Candide Begins His Travels; It Must Be Me (2nd Meditation)
- The Paris Waltz
- Glitter and Be Gay
- You Were Dead, You Know
- I Am Easily Assimilated (Old Lady's Tango)
- Quartet Finale

Atto II
- Entr'acte
- Universal Good
- My Love
- We Are Women
- The Pilgrim's Procession – Alleluia
- Quiet
- Introduction To Eldorado
- The Ballad Of Eldorado
- Words, Words, Words (Martin's Laughing Song)
- Bon Voyage
- The Kings' Barcarolle
- Money, Money, Money
- What's the Use?
- The Venice Gavotte
- Nothing More Than This
- Universal Good
- Make Our Garden Grow

## Produzioni
Candide debutta al Martin Beck Theater per il Broadway theatre come un Musical il 1º dicembre 1956. La prima produzione è stata curata nella regia da Tyrone Guthrie e diretta da Samuel Krachmalnick. Le scene ed i costumi erano disignati da Oliver Smith ed Irene Sharaff con la coreografia di Anna Sokolow, Robert Rounseville come Candide, Barbara Cook come Cunégonde, Max Adrian come Dr. Pangloss ed Irra Petina come la Old Lady. La registrazione per la Columbia vince nel 1998 il Grammy Hall of Fame Award
In Europa debutta nella seconda versione al Saville Theatre in Shaftesbury Avenue nella Città di Westminster il 30 aprile 1959 con Denis Quilley come Candide, Mary Costa come Cunegonde, Laurence Naismith come Dr. Pangloss ed Edith Coates come la Old Lady. Il 18 settembre 1973 al Chelsea Theater Center nel Brooklyn Academy of Music di New York va in scena in una terza versione che prosegue a Broadway arrivando a 740 recite. Il 13 ottobre 1982 avviene la prima rappresentazione nello State Theater at Lincoln Center for the Performing Arts di New York nella quarta versione. Nel 1988 va in scena nella versione definitiva nel Theatre Royal di Glasgow diretta da John Mauceri, nel Theatre Royal di Newcastle, nel Empire Theatre di Liverpool e nel Playhouse Theatre di Edimburgo per la Scottish Opera.

## Discografia
- Candide - Bernstein/Hadley/Anderson, 1989 Deutsche Grammophon CD/DVD